# کلینیک حقوقی

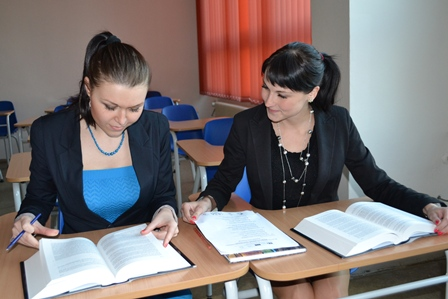
دانشجویانی که روی یک پرونده در کلینیک حقوقی دانشجویی، کار می‌کنند

کلینیک حقوقی (انگلیسی: Legal clinic) مرکزی دانشگاهی وابسته به دانشکده‌های حقوق است که در آن استادان و دانشجویان حقوق به صورت عملی اقدام به ارائه خدمات حقوقی مختلف به مراجعان و موکلان می‌کنند. خدمات حقوقی در کلینیک حقوقی نوعاً زیر نظر استادان حقوق با تجربه علمی و تجربی بالا ارائه شده و از دانشجویان حقوق دارای مجوز کار برای امور اجرایی و پیگیری امور بهره گرفته می‌شود.
کلینیک حقوقی نهادی مردمی دانشگاهی است که در فضایی از دانش، تجربه، تعهد، و عدالت محوری فعالیت می‌کند. این نهاد از یک سو تلاش می‌کند به مردم خدمات حقوقی ارائه دهد، با ارائه مشاوره، به آسیب دیدگان اجتماعی کمک کند، در جهت حل منازعات به روش‌های مسالمت آمیز اقدام کند و آگاهی مردم را در مورد حقوق شهروندی و قوانین ارتقا بخشد و از سوی دیگر می‌کوشد تا دانش و تجربه دانشجویان را افزایش دهد، مهارت‌های حقوقی را به آن‌ها بیاموزد، حس تعهد و مسئولیت پذیری را در آنان تقویت نماید و روحیه نوع دوستی و مشارکت در فعالیت‌های خیر خواهانه را در آن‌ها پرورش دهد.

## تاریخچه
تاریخچه تأسیس کلینیک‌های حقوقی در دانشکده‌های حقوق به ابتدای قرن بیستم و مدت کوتاهی پس از آغاز به‌کارگیری روش قضیه محور در سیستم آموزشی حقوق در ایاالت متحد آمریکا بر می‌گردد. این متد آموزشی که می‌توان آن را سر آغاز توجه دانشگاه‌ها به جنبه فنی و کاربردی حقوق دانست، روش منطقی استنتاج از منابع و پرونده‌های حقوقی است که مطابق آن دانشجویان حقوق به جای فراگیری دیدگاه‌های انتزاعی صرف پیرامون قوانین و مقررات، بر آرای قضایی صادره از دادگاه‌ها تمرکز کرده و با تجزیه و تحلیل آن‌ها اصول حقوقی را می‌آموزند. این روش آموزشی توسط پروفسور کریستفر کلمبوس لانگدل در دانشکده حقوق دانشگاه هاروارد در اواخر قرن نوزدهم پایه‌ریزی شد در سال ۱۹۰۱ آموزش کلینیکی حقوق توسط یک استاد روس به نام الکساندر لیوبلینکی مطرح شده بود. وی معتقد بود که کلینیک مدرسه حقوق را می‌توان به شکل پزشکی بالینی اداره نمود. در دهه ۱۹۵۰ کلینیک حقوقی با ارائه خدمات حقوقی آغاز به کار کرد. در دهه ۱۹۶۰ تا ۱۹۷۰ یعنی دهه فعالین حقوقی و جنبش‌های مدنی در آمریکا، کلینیک حقوقی در چارچوب دانشگاهی آن و هم‌زمان با آن آموزش کلینیکی حقوق یا آموزش تجربی حقوق در ایالات متحده آمریکا گسترش یافت. در بسیاری از حوزه‌های قضایی آمریکا، به دانشجویان عضو کلینیک حقوقی اجازه فعالیت محدود حقوقی داده می‌شود. در نتیجه، ابتکار آموزش کلینیکی حقوق از موفق‌ترین و هیجان انگیزترین آموزش حقوق است.

## کلینیک حقوقی به عنوان نمادی از دانشگاه نسل سوم
تأسیس کلینیک‌های حقوقی یکی از نمادهای دانشگاه نسل سوم محسوب می‌شود. فشارهای روزافزون بر دوش دولت‌ها و کاهش بودجه‌های دولتی در سال‌های اخیر، افزایش تعداد دانش‌آموختگان، بیکاری فزاینده و بحران اشتغال جوانان به ویژه تحصیل کردگان، تغییر در انتظارات متقاضیان ورود به دانشگاه‌ها، رقابت، نیازهای متغیر بازار، مسئولیت‌پذیری و پاسخ‌گویی در مقابل افراد جامعه، انقلاب کیفیت و بهره‌وری، تغییر در دانش و ضرورت مدیریت دانش و تجاری‌سازی دانش، تحول در آموزش‌های سنتی و گرایش به سمت آموزش‌های نو و پژوهش‌های کاربردی، به‌کارگیری فناوری‌های نوین و سایر مواردی که موجب تحول در رسالت، نقش و کارکردهای دانشگاه شده‌اند، ضرورت کارآفرینی دانشگاهی و ایجاد دانشگاه کارآفرین را، به عنوان یکی از ابزارهای حیاتی، راهبردی و کلیدی آموزش عالی برای مواجهه با این تغییرات و فشارها، نشان داده‌اند. دانشگاه کارآفرین که به مفهوم کنش کارآفرینانه در راهبردها، ساختارها، دیدگاه‌ها و عملکردهای یک دانشگاه بوده و به «دانشگاه نسل سوم» نیز معروف است، موسسه‌ای خودمولّد بوده که برای کسب منابعش، در روند گذار از «سازمان مبتنی بر هدایا و وابسته به نهادهای دیگر» است و فارغ‌التحصیلانی را به جامعه ارائه می‌دهد که دانش را در کنار پژوهش‌های کاربردی به خدمت گرفته و با نوآوری، کار می‌آفرینند. در حقیقت، این نسل از دانشگاه‌ها، نسل سومی هستند که پس از نسل اول (دانشگاه‌های آموزشی) و نسل دوم (دانشگاه‌های آموزشی و پژوهشی) پا به عرصه وجود گذاشتند و سعی در مشارکت هر چه بیشتر در توسعه اقتصادی-اجتماعی و تحقق مأموریت سوم دانشگاه (کارآفرینی) دارند.

## خدمات ارائه شده
خدمات حقوقی ارائه شده از سوی کلینیک حقوقی در سه سطح قابل ارائه است: خدمات مشاوره‌ای، خدمات نوشتاری، خدمات وکالتی.

## الف: کلنیک حقوقی در ایران
کلینیک حقوقی در ایران عمری کمتر از یک دهه دارد و دانشگاه میبد، دانشگاه شهید بهشتی و دانشگاه مفید کلینیک حقوقی را راه اندازی و تأسیس کرده‌اند. طبق بررسی به عمل آمده، کلینیک‌های حقوقی قبلی در ایران اهداف صرفاً غیرانتفاعی را دنبال کرده و خدمات ارائه شده در این کلینیک‌ها رایگان است. همچنین، کلینیک حقوقی دانشگاه فردوسی مشهد تأسیس شده است. هدف از این کلینیک حقوقی ارتباط بدنه دانشگاهی با جامعه و ارائه خدمات با کیفیت حقوقی به قشرها مختلف مردم و بخش‌های مختلف بخش خصوصی، عمومی و دولتی، مدیریت و سازماندهی خدمات آموزشی و پژوهشی حقوقی به دانشجویان و موسسات و نهادهای مختلف عنوان شده است.

## ب: کلنیک حقوقی درافغانستان
کلنیک حقوقی برای نخستین بار در افغانستان، در سال ۱۳۸۷ در دانشگاه هرات با کمک مالی OSa یا open socity Afghanistan تأسیس شده است.
کلنیک‌های حقوقی در افغانستان، مطابق مقرره مساعدت‌های حقوقی فعالیت می‌کند.
کلنیک حقوقی دانشگاه هرات، اهداف اساسی این نهاد را چنین برشمرده است:
اهداف اساسی این نهاد نظر به کارکردهای این اداره قرار ذیل است:
- بلند بردن سطح آگاهی، توانائی و مهارت تدریس محصلین.
- آگاه ساختن اقشار مختلف جامعه خصوصاً طیف معلمین و متعلمین به حقوق اساسی آنها.
- آگاهی دهی حقوقی برای افراد مختلف جامعه در قسمت قوانین، مراجع قانونی حل مشکلات، معضلات و روند سیستم محاکماتی در نهادهای عدلی و قضایی کشور..
- داشتن یک جامعه ایده‌آل و عاری از هر نوع تبعیض و ظلم.
- دسترسی تمام افراد جامعه به محاکمه عادلانه و برخورداری از حقوق.
- ایجاد وحدت ملی و رفع هر نوع اختلاف و نزاع.
- تلاش درجهت ترویج حاکمیت قانون و احترام به آن در جامعه.
- ارائه مساعدتهای حقوقی رایگان برای اقشار بیبضاعت خصوصاً زنان و اطفال
- ایجاد یک برنامه عملی، تحصیلی حقوقی، همسان با برنامه های درسی رشته های حقوق و شرعیات پوهنتون هرات برای محصلان جهت بالا بردن مهارتهای مسلکی آنها آماده‌سازی محصلین برای ستاژ قضایی و حارنوالی[۱۱]

پس از تأسیس کلنیک حقوقی در دانشگاه هرات، دانشگاه‌های دولتی و خصوصی دیگر در افغانستان نیز آغاز به راه‌اندازی کلنیک‌های حقوقی نمودند. مثل دانشگاه باختر، کاتب، بلخ و سایر دانشگاه‌ها.